# Steve Staunton
Steve Staunton (ur. 19 stycznia 1969 w Droghedzie) – były irlandzki piłkarz, grający na pozycji obrońcy i trener piłkarski. Z reprezentacją Irlandii, w której barwach rozegrał 102 mecze (rekord), brał udział w finałach mistrzostw świata 1990, 1994 i 2002. Był zawodnikiem m.in. Aston Villi i, łącznie przez siedem lat, Liverpoolu FC, z którym zdobył mistrzostwo i Puchar Anglii. Po zakończeniu kariery piłkarskiej rozpoczął pracę szkoleniową w Walsall FC. Od 14 stycznia 2006 roku jest selekcjonerem rodzimej kadry.

## Kariera piłkarska
W wieku 17 lat został kupiony z Dundalk FC przez managera Liverpoolu Kenny'ego Dalglisha. Na Anfield Road spędził kolejne pięć lat (jedynie przez niespełna sezon był zawodnikiem Bradford City). W pierwszej drużynie zadebiutował w 1988 roku, a od następnego był jej podstawowym zawodnikiem, grał najczęściej na lewej obronie. W 1990 roku jako najmłodszy członek irlandzkiej kadry (miał 21 lat) uczestniczył w Mundialu.
Rok później został sprzedany z Liverpoolu do Aston Villi, z którą w ciągu siedmiu lat zdobył dwukrotnie Puchar Ligi Angielskiej.
W 1998 roku powrócił na dwa lata na Anfield Road. Po epizodzie w Crystal Palace występował ponownie w Aston Villi, a także w Coventry City. Piłkarską karierę zakończył pod koniec 2005 roku w wieku trzydziestu siedmiu lat w Walsall FC.
- 1986-87 –  Liverpool
- 1987-88 –  Bradford City
- 1988-91 –  Liverpool
- 1991-98 –  Aston Villa
- 1998-00 –  Liverpool
- 2000-00 –  Crystal Palace Londyn
- 2000-03 –  Aston Villa
- 2003-05 –  Coventry City
- 2005-06 –  Walsall FC

## Sukcesy piłkarskie
- mistrzostwo Anglii 1990, Puchar Anglii 1989 oraz Tarcza Dobroczynności 1988 i 1990 z Liverpoolem
- Puchar Ligi Angielskiej 1994 i 1996 z Aston Villą

W reprezentacji Irlandii od 1989 do 2002 roku rozegrał 102 mecze (ówczesny rekord Irlandii) i strzelił 8 goli – start na Mundialu 1990 (ćwierćfinał), 1994 (1/8 finału) oraz 2002 (1/8 finału).
Staunton uważany jest za jednego z najlepszych obrońców w historii irlandzkiego futbolu. Jako jedyny grał we wszystkich trzech finałach mistrzostw świata, do których awansowała Irlandia. W każdym z tych turniejów był podstawowym zawodnikiem i nie opuścił ani jednego meczu. Na Mundialu w 2002 roku był ponadto kapitanem drużyny.

## Kariera szkoleniowa
W sezonie 2005–06 był grającym asystentem trenera Walsall.
W styczniu 2006 roku został wybrany na selekcjonera reprezentacji Irlandii. Funkcję tę pełnił przez jeden rok.
- 2005-06 –  Walsall FC, grający asystent trenera
- 2006-07 –  reprezentacja Irlandii